# Ignacy Daszyński
Ignacy Ewaryst Daszyński (), né le 26 octobre 1866 à Zbaraż (aujourd'hui en Ukraine) et mort le 31 octobre 1936 à Bystra, est un militant socialiste et homme d'État polonais. Premier ministre éphémère du gouvernement provisoire de novembre 1918 et vice-Premier ministre du gouvernement de la défense nationale pendant la guerre soviéto-polonaise de 1920-1921, il soutient la politique de Józef Piłsudski jusqu'au coup d'État de mai 1926. Président du parlement (1928-1930), il s'oppose au régime autoritaire de la Sanacja.

## Biographie
Fils de Ferdinand et de Kamila née Mierzeńska, Ignacy Daszyński est né le 26 octobre 1866 à Zbaraj, alors partie de la Galicie, une région autonome de l'Empire austro-hongrois. En 1875, après la mort de son père, fonctionnaire dans l'administration autrichienne, la famille déménage à Stanisławów où Daszyński s'engage, avec son frère aîné Feliks, dans le mouvement indépendantiste polonais. En 1882, il est expulsé du lycée pour avoir prononcé un discours patriotique à ses camarades de classe. Sa famille est obligée de déménager à Lwów. Daszyński entreprend des études à l'école polytechnique et trouve un emploi d'écrivain dans un cabinet d'avocats. 

### Militant socialiste
En 1886, sa situation financière se détériore et l'oblige à quitter les études. Il trouve alors un emploi comme précepteur. À l'automne 1887, il se rend à Cracovie avec l'intention de passer ses examens pour entrer à l'université. En 1888, il entame des études à la faculté de philosophie de l'université Jagellonne. Au printemps 1889, Daszyński reprend le travail de tuteur près de Łomża. Arrêté par les autorités tsaristes qui le prennent pour son frère Feliks, alors militant révolutionnaire bien connu, il passe six mois en prison. Après sa libération, il retourne en Galicie et tente en vain de reprendre les études interrompues. Il décide alors de partir en Argentine, mais ces plans sont contrecarrés par la mort de son frère Feliks. C'est un coup dur pour lui. Il s'arrête à Paris où les militants socialistes Aleksander Dębski et Stanisław Mendelson le persuadent de rester en Europe. Il étudie pendant un certain temps les sciences à Zurich, où il noue des contacts avec de nombreux socialistes dont Julian Marchlewski, Rosa Luxemburg et Gabriel Narutowicz. 
En 1890, il revient en Pologne et s'installe à Lwów. Avec Herman Diamand, il est l'un des fondateurs du Parti social-démocrate polonais de Galicie et Silésie (PPSD) en octobre 1892. En 1893, il devient éditeur en chef du journal Naprzód (En avant) qui est l'organe du parti. Daszyński y appelle à des réformes sociales, à une journée de travail de huit heures, à la nationalisation des moyens de production et au suffrage universel. Aux congrès de l'Internationale socialiste, il défend le principe de l’indépendance de la Pologne comme partie intégrante du programme socialiste polonais.
C'est également une période de changements dans sa vie privée grâce à une relation avec Felicja Nossig-Próchnik, féministe et militante socialiste. Adam Próchnik (en) serait le fruit illégitime de cette connaissance.
Lorsque l'Autriche introduit des élections libres partielles, Ignacy Daszyński remporte presque 75% des votes du district de Cracovie. Élu au Reichsrat autrichien en 1897, il y siègera jusqu’en 1918. 
La même année, il épouse l'actrice Maria Paszkowska. De cette union naitront cinq enfants, trois fils et deux filles jumelles.

### Député auParlement autrichien
En tant que président du groupe parlementaire du PPSD, Daszyński se fait connaître comme un excellent orateur. À partir de 1902, il est également conseiller municipal à Cracovie où il s'oppose aux conservateurs fidèles à la monarchie des Habsbourg. 
Lors de la révolution de 1905 qui embrase les terres polonaises, Daszyński brûle publiquement le portrait du tsar lors d'une manifestation et organise une grève générale en Galicie et dans toute l'Autriche. Les événements révolutionnaires le rapprochent du Parti socialiste polonais faction révolutionnaire de Józef Piłsudski, rencontré déjà au IV congrès de l'Internationale Socialiste en 1897. En 1919, le Parti social-démocrate polonais de Galicie et Silésie fusionnera avec le PPS. En 1910, juste après avoir participé à Cracovie aux célébrations du 500e anniversaire de la bataille de Grunwald, Daszyński fait un long voyage à travers les États-Unis, où grâce à l'aide de l'Association des socialistes polonais, il rencontre la communauté polonaise. 

### Première guerre mondiale
Durant la Première Guerre mondiale, il est l’un des fondateurs du Comité national polonais qui soutient l'action de Piłsudski et ses légions polonaises. L'Acte du 5 novembre 1916 par lequel l'Autriche et l'Allemagne proclament la restauration d'un royaume de Pologne ne l'enthusiasme pas. Lorsque Piłsudski est arrêté et emprisonné à la suite de son refus de prêter serment de fidélité à l'Empreur, Daszyński cesse de croire en la possibilité d'un accord avec les puissances centrales. 

### Gouvernement populaire provisoire

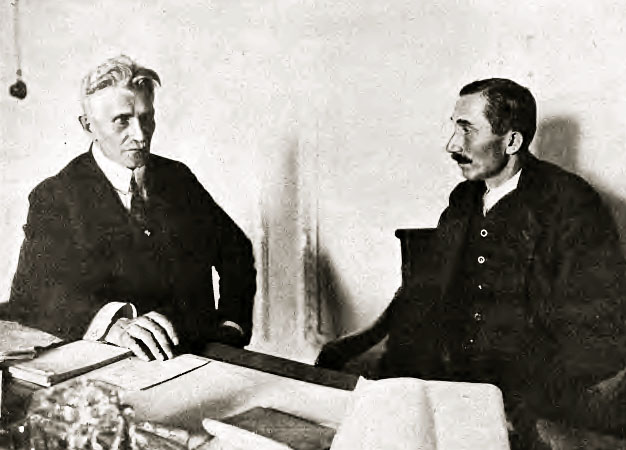
Daszyński et Witos en 1920.

Daszyński participe à la création à Cracovie de la Commission polonaise de liquidation qui se charge de remplacer l'administration et l'armée autrichiennes par les structures polonaises. Il devient également Premier ministre et ministre des Affaires étrangères au sein du Gouvernement populaire provisoire de la république de Pologne établi le 7 novembre 1918 à Lublin. Ce gouvernement de gauche se subordonne ensuite à Piłsudski, qui créé les autorités centrales polonaises à Varsovie. Daszyński soutient ensuite le premier gouvernement de la Pologne indépendante formé par Jędrzej Moraczewski.

### Dans la Pologne indépendante

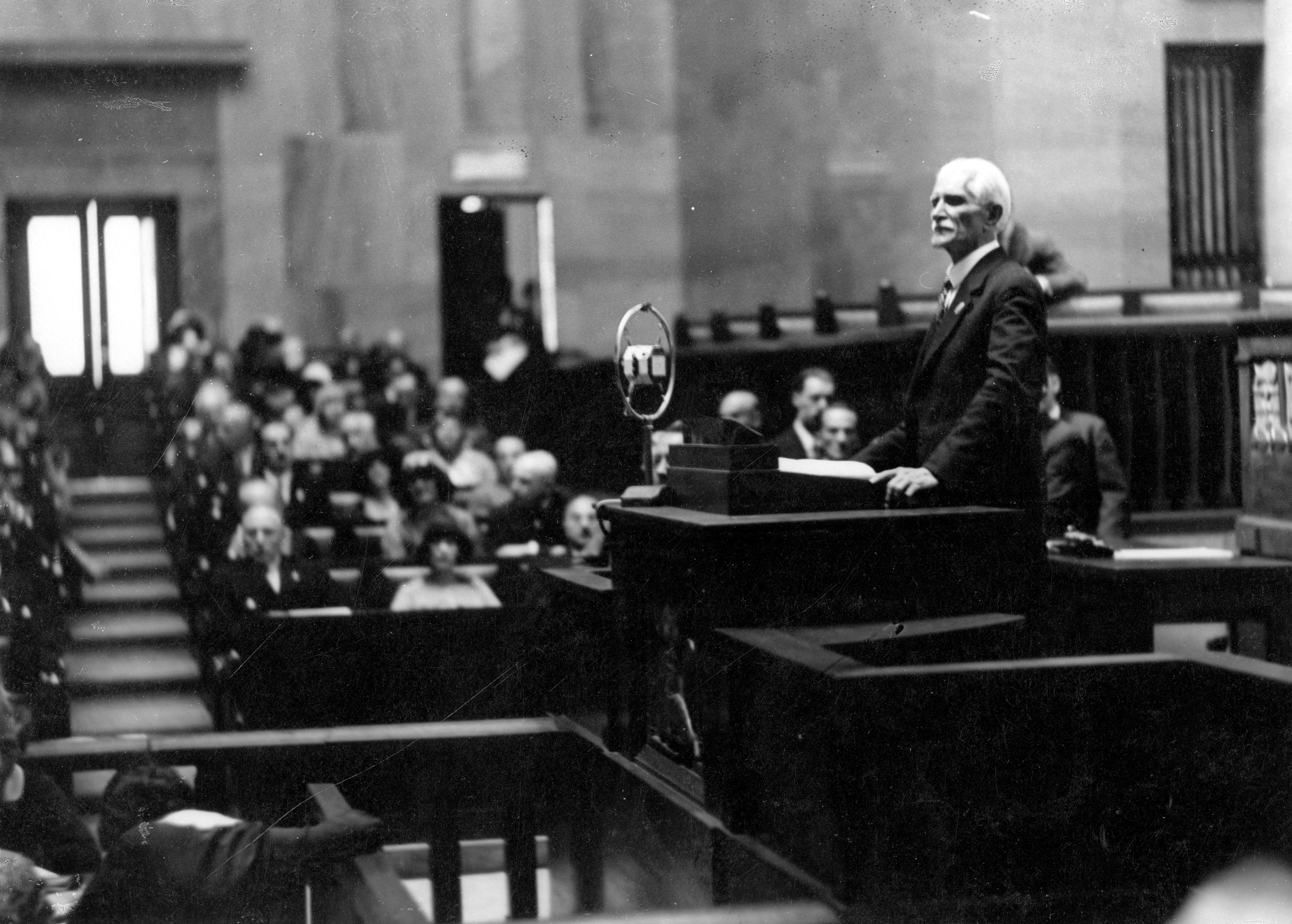
Ignacy Daszyński à la Diète polonaise

Le 26 janvier 1919, Daszyński est élu la Diète de Pologne aux premières élections législatives. Il sera ensuite réélu aux élections de 1922, 1928 et 1930. Élu président du groupe parlementaire des députés de gauche, Daszyński appelle à la nationalisation de certaines industries et à la création de monopoles d'État. Il se bat également pour les droits sociaux des travailleurs et l'amélioration du sort des paysans.
De juillet 1920 à janvier 1921, lors de l'invasion de la Pologne par les troupes soviétiques, il devient vice-premier ministre dans le gouvernement d'Union nationale présidé par Wincenty Witos, le chef du parti paysan. Ces nominations revêtent une dimension symbolique : l'Armée rouge attaque un pays dirigé par des représentants des mouvements paysans et ouvriers. Le programme radical de réforme agraire de ce gouvernement contribue à neutraliser la propagande bolcheviks.

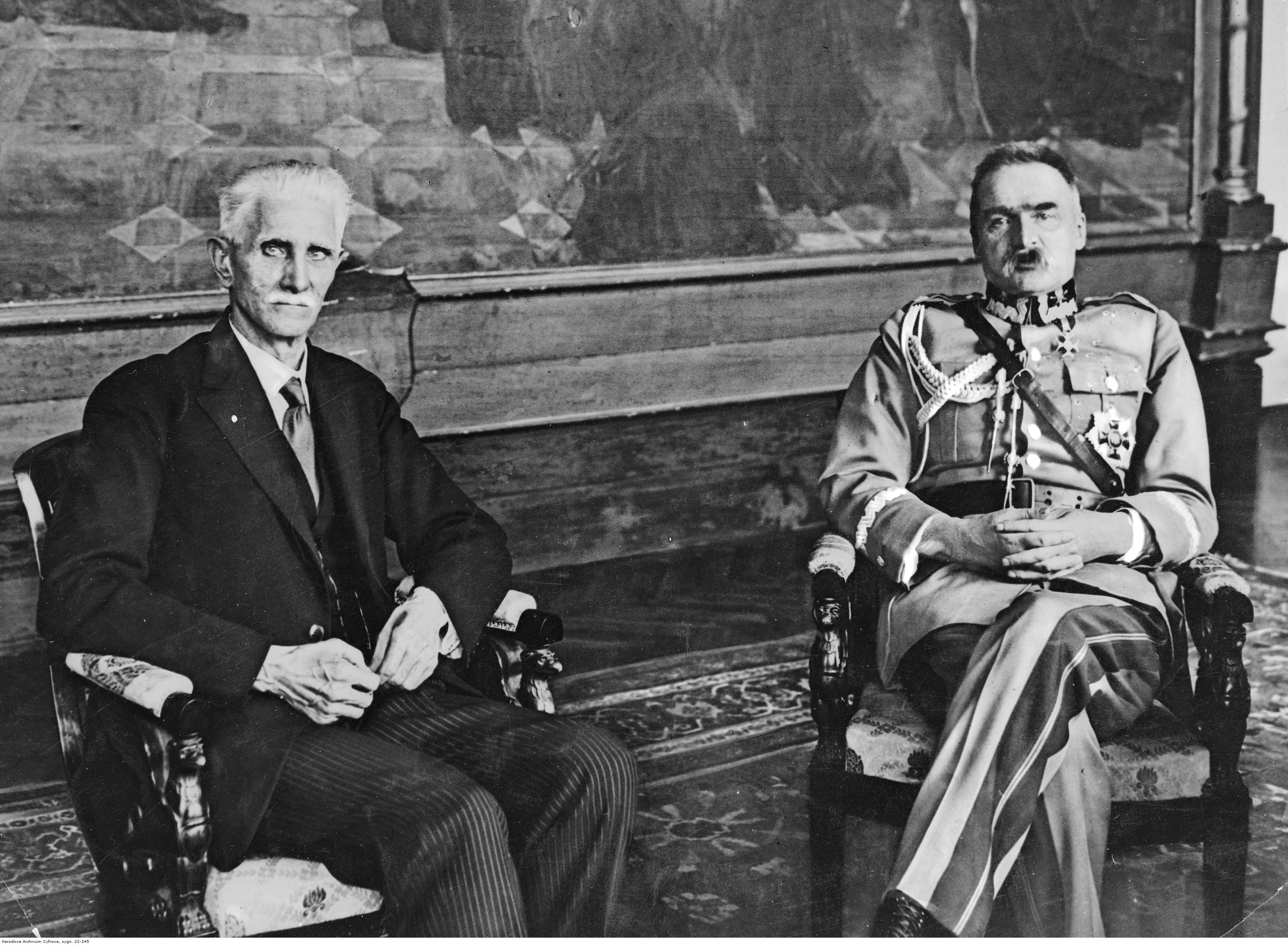
Daszyński, Piłsudski 1928

En 1926, Daszyński soutient le coup d'État de mai de Piłsudski, afin de mettre terme à l'instabilité politique et freiner le chaos et les jeux des intérêts des partis politiques. Mais constatant que le gouvernement de Sanacja qui en résulte ne respecte pas les principes de la démocratie, il rejoint les rangs de l'opposition. En 1929, en tant que président de la Diète polonaise (1928-1930), Daszyński refuse de tenir les débats du parlement lorsque Pilsudski, accompagné d’une forte escorte armée, entre dans le bâtiment.
Daszyński évite les répressions en raison du soutien dont il jouit parmi les travailleurs et de sa mauvaise santé. En 1930, il se retire de la politique lorsque Pilsudski en 1930 forma le Front populaire polonais. Il meurt en 1936 à Bystra, après un long combat contre la maladie. Il est inhumé au cimetière Rakowicki à Cracovie.

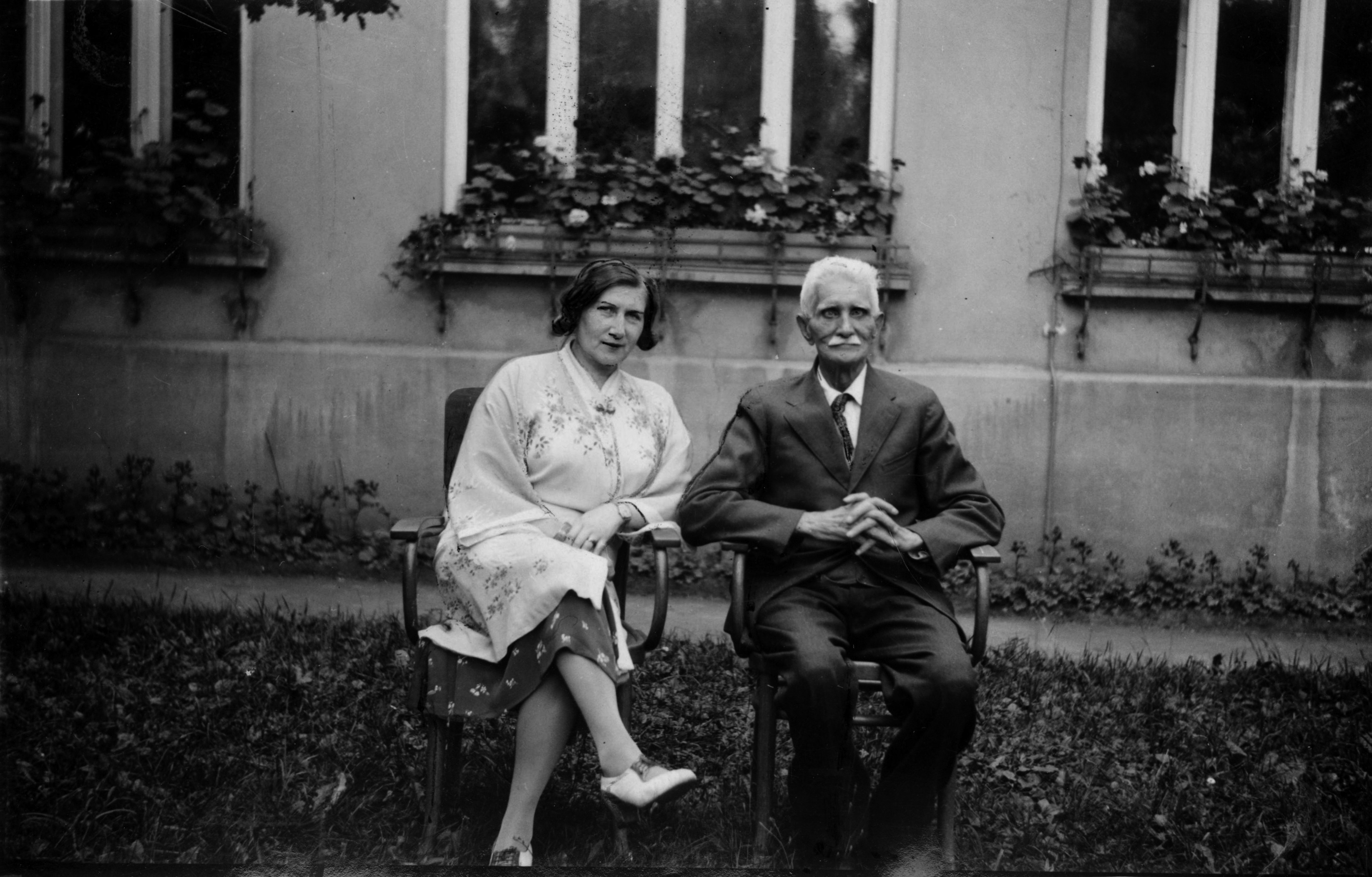
Zofia Daszyńska-Golińska et Ignacy sa belle sœur sénatrice avant 1935.